# Nicolas van Saksen-Coburg
Nicolas Casimir Maria van Saksen-Coburg (voorheen: Nicolas van België), prins van België (Sint-Lambrechts-Woluwe, 13 december 2005), is het tweede kind en de eerste zoon van prins Laurent van Saksen-Coburg en Claire Coombs. Hij is 1 minuut ouder dan zijn tweelingbroer Aymeric.

## Biografie

### Geboorte
Prins Nicolas werd op 13 december 2005 kort voor zijn tweelingbroer prins Aymeric geboren in het Universitair ziekenhuis Saint-Luc en woog 1980 gram en was 44 cm groot. De tweeling werd een tijd in het ziekenhuis in een couveuse gehouden omdat ze te vroeg geboren werden. Na bijna twee dagen na de geboorte werden de namen van de tweeling bekend gemaakt.

### Jeugd
Ter gelegenheid van het kerstconcert, verscheen hij - samen met zijn broer - in 2006 voor het eerst op een officiële gebeurtenis.
Op 29 mei 2014 heeft hij, samen met zijn tweelingbroer Aymeric, zijn eerste communie gedaan in de Sint-Catharinakerk van Bonlez (gemeente Chaumont-Gistoux). De parochiepriester concelebreerde met de familievriend, Père Gilbert.

## Opleiding
Nicolas ging samen met zijn broer Aymeric naar het Lycee français Jean-Monet in Ukkel. Nicolas en zijn tweelingbroer Aymeric werden beiden ingeschreven op de Koninklijke School voor Onderofficieren (Campus Saffraanberg) in Sint-Truiden. Nicolas zou half augustus 2024 beginnen aan de studie polytechniek vanwege zijn ambitie om ingenieur te worden.

## Naamswijziging
Bij een Koninklijk Decreet in 2015 werd besloten dat onder meer prins Nicolas, prins Aymeric, prinses Louise en zijn vader prins Laurent de achternaam Van België niet meer mochten dragen. In 2023 liet zijn vader daarop met tegenzin de achternaam van de familie veranderen naar Van Saksen-Coburg. Prins Nicolas behield wel de titel Prins van België echter kan hij zijn titel niet meer doorgeven als hij eventueel kinderen krijgt.